# 로버트 E. 리
로버트 에드워드 리(Robert Edward Lee, 1807년 1월 19일 ~ 1870년 10월 12일)는 미국의 군인이다. 미국 남북 전쟁 때 남부군 총사령관을 맡아 북군을 괴롭혔다. 최후엔 패배했으나 미국 역사상 굴지의 명장으로 명성을 드높였다. 인종차별주의자였으며 흑인의 투표권을 반대했다.

## 생애

### 미합중국 군인으로
버지니아주 웨스트 모아랜드군(郡)의 스트라포트(Stratford Hall)에서 미국 독립전쟁의 영웅 헨리 리 3세와 안나 힐 카터(Anne Hill Carter) 사이에서 태어났다. 리는 1825년 뉴욕주 웨스트포인트에 입학해 4년 후 차석 성적으로 졸업했다. 졸업 후 리는 직업군인으로의 길을 걸었고, 1832년 공병장교가 되어, 소위에 임관하고, 1836년 중위, 그리고 1838년 대위로 진급했다.
리는 1846년부터 1848년까지 계속된 미국-멕시코 전쟁에 참전해 무공을 세웠다. 1852년 모교였던 웨스트포인트의 교장에 임명되었다. 3년간 교장생활을 보낸 후, 1855년 중령으로 진급한 리는 그 후 수년 간 텍사스주에서 보냈다. 1859년 버지니아주(현재는 웨스트버지니아주)에서 발생한 전투적 노예제도 반대활동가 존 브라운에 의한 하퍼스 페리 봉기사건의 진압을 지휘했다.
남북전쟁 직전 대령계급에 있었으나, 에이브러햄 링컨 대통령은 육군 총사령관 윈필드 스콧 소장의 추천에 의해 미국 합중국 육군(북군)의 사령관 취임을 요청받았다. 그러나 리는 노예제도에는 찬성하지 않았으나, 고향인 버지니아에 대한 향토애 등을 이유로 1861년 섬터 요새 전투 후 연방군에서 물러나고 버지니아로 돌아갔다.

### 남북전쟁
남부에서 처음엔 버지니아주군의 사령관이 되지 않고, 1861년 8월 남부연합군 총사령관(Full General)에 임명되었다. 그때 동시에 임명된 5명 중 선임순위는 3위였다. 리는 당초엔 버지니아주 서부의 부대사령관, 캐롤리아니주 연안의 방위사령관, 제퍼슨 데이비스 연합국대통령의 군사 고문을 역임했으나, 북버지니아군 사령관 조지프 존스턴 대장이 1862년 6월 1일 남부의 수도 리치먼드 부근까지 침공한 북군의 포토맥군을 맞아싸운 세븐 파인즈 전투(Battle of Seven Pines)에서 중상을 입어 더 이상 군대를 지휘할 수 없게 되자 그 후임으로 기용되었다.
리는 6월 25일부터 7월 1일까지 벌어진 7일 전투(Seven Days Battles)에서 매일 포토맥군에 공격을 가해, 우세한 적에게 리치먼드 침공을 단념하게 만들었다. 이 전투로 인해 명성을 얻은 리는 남부연합의 항복직전에 남부 육군 총사령관에 임명될 때까지 북버지니아군 사령관으로서 동부전선의 지휘를 맡았다.
리는 언제나 항상 북군에 비해 열세의 군을 지휘하고, 보급의 어려움에 괴로워했으나, 대담한 기동과 적의 의표를 찌르는 공격으로 북군을 괴롭히기를 계속해, 제2차 불런 전투, 프레더릭스버그 전투, 챈슬러즈빌 전투 등에서 승리를 거두고, 북군의 리치먼드 침공의 의도를 저지하는 데 노력했다. 또한 2번에 걸쳐 북부영역에 대한 침공작전을 실시하여, 1862년 앤티텀 전투, 1863년 게티스버그 전투 등에서 북군과 전투를 벌였다. 리는 게티스버그 전투에서 패배해 남부로 후퇴한 후, 데이비스 대통령에게 사임을 요청했으나, 리 말고 수적으로 뒤지는 북버지니아군을 이끌고 북군에 대항할 수 있는 장군이 남부에는 없었기에 데이비스 대통령은 이를 기각했다.
1864년 율리시스 그랜트 중장이 북부연방 육군총사령관에 취임하여, 북부의 물량적 우위를 충분히 활용하는 전략을 수립하자, 리는 방어전이 유리하다고 판단해, 1864년 6월 수도 리치먼드 근교까지 후퇴하여 방어를 굳혔다. 1865년 1월 31일 남부 의회에 의해 남부 육군 총사령관에 임명되었으나, 남부연합의 세력이 만회할 수 있는 기회는 없었고, 1865년 4월 3일 리치먼드가 함락되었다. 리는 군을 지휘하여 리치먼드를 탈출하여 조지프 존스턴군과 합류를 시도했으나, 버지니아주 애포매톡스에서 북군에게 사로잡혀 1865년 4월 9일 그랜트 장군에게 항복하였다. 일부 장교는 부대를 해산시켜 산속으로 도망쳐 게릴라전을 계속하는 게 어떻겠냐는 의견을 제시했으나, 전쟁의 승패가 결정되었다고 느낀 리는 이를 거절하고 항복 후에도 남부 병사들에게 게릴라전을 하지말고 투항하라고 호소하였다.

### 지휘관으로서 자질
지휘관으로서 리는 지휘에 관하여 분권적인 방식을 좋아했다. 필요에 응하고 필요한 일은 실제 전선에 있는(말하자면 전선에 가까운) 부하의 판단에 맡긴다고 말하는 스타일이었다. 또한 부하에게 명령을 내리는 일을 좋아하지 않고, 부하에게 무언가를 권하는 식으로 말하는 태도를 많이 보였다. 수세로 돌아설 때 리가 말하던 “지도를 가리켜 보여주는 것만으로도 나의 생각을 이미 알아챘다”라던 스톤월 잭슨 장군 같은 훌륭한 부하에게는 아주 좋은 이 시스템은 매우 훌륭한 기능을 발휘했으나 왠지 공세로 전환할 때는 모두 기능하지 못했다. 리 장군의 오른팔 잭슨 장군이 게티스버그 전투가 일어나기 전에 전사한 것도 게티스버그에서 패배한 한가 지 원인인지도 모른다. 휘하의 한 병사의 자신의 일기에서는 "게티스버그 전투가 끝난 뒤 얼마 후 리 장군은 '잭슨장군이 정말로 전사한 것이냐'라는 말을 했다고 전해진다."라고 쓰여 있었다.
덧붙쳐서 영국군의 종군장교는 리에 대해 “장군의 업무에 관련된 것 중에 지리한 작업은 좋아하지 않았다”라고 쓴 책이 남아있었다. 실제 리는 작전서류를 작성하는 일을 좋아하지 않아(이것은 적이었던 북군에게 작전계획이 흘려들어가지 않게 하기 위한 것도 있었다고 한다), 북부를 침공하려던 시기에 이에 관련된 명확한 서류는 존재하지 않았다. 필요한 것은 진행하는 도중에 하다보면 알게된다고 생각했다. 명확한 작전목적(적 야전군 격파, 도시 공략, 보급물자 강탈 등)의 결여는 부하 장군들 사이에 혼란을 일으켰고, 공세로 전환시 북버지니아군은 수세로 전환할 때 보여준 강력한 힘을 발휘하지 못하고 매번 패배했다.

### 전후
전후에 석방되어 1865년 10월 2일 버지니아주 워싱턴 컬리지(현재의 워싱턴 앤 리 대학)학장에 취임했다. 전쟁으로 황폐화된 남부의 복구에 노력하면서 인재육성에 전력을 다했다.
1870년 리의 사후로부터 100여 년이 지난 1975년 제럴드 포드 대통령과 미국 의회에 의해 미국시민권을 회복했다. 조지아주 애틀랜타 근교의 스톤 마운틴파크에는 리 장군을 포함한 남부장군들의 거대한 부조가 새겨져 있다.

## 인물
리는 전술지휘능력에 뛰어날 뿐만 아니라, 과도하게 공격적인 인물들로 인해 내부다툼이 끊이지 않았던 남부지도층에서는 귀중한 온화한 인품과 그에 걸맞은 인격을 갖고 있던 인물이었다. 그의 온화하지만 강한 성격으로 인해 북버지니아군 사령부의 운용이 윤활해졌고, 데이비스 대통령과의 개인적인 친분때문에 남부 정부와의 의견 마찰이 거의 없었던 것도 그가 거둔 많은 승리에 기여했다고 생각된다.
그러나 전략적으로는 전쟁에 승리하는 방법을 보여주는 것에는 실패해(물론 이것은 전역사령관의 임무를 넘어서는 것이기도 하다) 2번에 걸쳐 벌어진 북부침공작전은 북부지역에서의 승리로 인해 북부대중의 압전감을 일으키면서, 유럽열강에 의한 정전중개가 개시되는 것을 기대한다는 애매한 전략목적에 매달린 것이었기에 2번의 승리를 얻었음에도 결과적으로는 실패해 후퇴할 수밖에 없었다. 또한 리 본인은 백인의 도덕심이 어지렵혀진다는 이유로 노예제는 반대했다.

### 주 자료
- Recollections and Letters of General Robert E. Lee, by Captain Robert E. Lee, His Son
- A Leadership Walk Across Gettysburg, DVD that reflects on Lee's leadership decisions during the three-day battle at Gettysburg
- Original Historical Letters: Lincoln Refuses Lee's Armistice 보관됨 2013-06-16 - 웨이백 머신 Shapell Manuscript Foundation
- Interactive Animation of the Battle of Gettysburg - A chronicle of the 3-day battle, it also touches on Lee's tactical strategies during the American Civil War.

### 기념비와 기념물
- Lee Chapel at Washington and Lee University where Robert E. Lee is buried
- Robert E Lee / Virginia Monument at Gettysburg
- “로버트 E. 리”. 파인드 어 그레이브. 2008년 10월 18일에 확인함.